# Östliche Partnerschaft
Die Östliche Partnerschaft (ÖP; anfangs in den Medien auch Ost-Partnerschaft genannt; englisch Eastern Partnership, EaP) ist ein Teilprojekt der Europäischen Nachbarschaftspolitik (ENP). „Das Hauptziel der Östlichen Partnerschaft besteht darin, die notwendigen Voraussetzungen für die Beschleunigung der politischen Assoziierung und der weiteren wirtschaftlichen Integration zwischen der Europäischen Union und interessierten Partnerstaaten zu schaffen.“ Mit den sechs postsowjetischen Staaten Armenien, Aserbaidschan, Belarus, Georgien, Moldau und Ukraine wurden entsprechende Abkommen geschlossen. Die Partnerschaft wurde auf Anregung des polnischen Außenministers Radosław Sikorski mit schwedischer Unterstützung am 26. Mai 2008 beim Rat für Allgemeine Angelegenheiten und Außenbeziehungen in Brüssel vorgestellt und auf dem Europäischen Rat im Dezember 2008 beschlossen. Der Gründungsgipfel fand am 7. Mai 2009 in Prag statt.

## Hintergrund

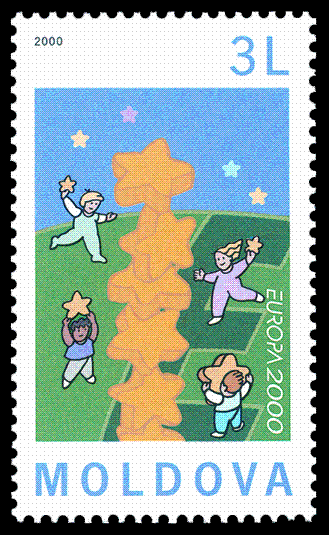
Moldauische Europamarke: 50 Jahre Schuman-Erklärung.

### Der Ursprung des Konzepts
Ursprung der Idee war der schwedisch-polnische Wunsch nach einem Pendant zur Mittelmeerpolitik. Knapp zwei Jahrzehnte nach dem Fall der Mauer war der Kaukasuskrieg 2008 (Georgienkrieg) eine Art „Weckruf“ für die EU, die ehemaligen Sowjetrepubliken als souveräne Staaten und nicht mehr als „Russlands Hinterhof“ zu betrachten. Am 26. Mai 2008 fand eine Sitzung der europäischen Außenminister statt. Die Außenminister Radosław Sikorski (Polen) und Carl Bildt (Schweden) brachten das Konzept einer „Eastern Partnership“ als Diskussionsgrundlage ein. Es enthielt Anregungen hinsichtlich Visaregelungen und der Unterstützung der Reformprozesse. Schon 2004 hatte Polen vorgeschlagen, „eine östliche Dimension der EU“ zu verstärken, weil man die Unabhängigkeit der Ukraine und deren Einbindung in die EU als Gewähr einer Absicherung Polens vor Russland betrachtete. Sikorskis Anfrage wurde von Frank-Walter Steinmeier wegen der fehlenden Berücksichtigung Russlands als Adressaten einer Östlichen Partnerschaft zurückgewiesen. Erst 2008 wurde es, zumal unter dem Eindruck des russischen Krieges gegen Georgien, durch die Unterstützung Carl Bildts möglich, die Politik der EU für eine östliche Partnerschaft zu gewinnen.

### Die tschechische Ratspräsidentschaft
Die Einbindung Osteuropas war ein Schwerpunkt der tschechischen Ratspräsidentschaft 2009. Im Rahmen der Östlichen Partnerschaft sollen die Mittel für die Europäische Nachbarschaftspolitik (ENP) verdoppelt werden. Ziel ist es, die sechs ehemaligen Sowjetrepubliken bei politischen und wirtschaftlichen Reformen zu unterstützen. Ihnen wird zollfreier Handel und visumfreies Reisen in Aussicht gestellt.

### Gipfeltreffen und EURO-NEST
Um die Zusammenarbeit zu vertiefen, sind jährliche Treffen der Außenminister und ein Gipfeltreffen alle zwei Jahre geplant. Auf parlamentarischer Ebene wird die Zusammenarbeit innerhalb der Östlichen Partnerschaft von EURO-NEST unterstützt, einer Versammlung, der Mitglieder des Europäischen Parlaments (EP) und der Parlamente der sechs östlichen Nachbarstaaten angehören.

### Unterschiede zur Mittelmeerunion
Seit Gründung der Union für das Mittelmeer am 13. Juli 2008 soll besonders Polen die verstärkte Konzentration auf den Süden als negative Entwicklung der EU betrachtet haben, die es durch eine Ostorientierung auszugleichen gelte.
Im Gegensatz zur Mittelmeerunion, die das Verhältnis der EU zu ihren Nachbarstaaten im südlichen Mittelmeerraum verbessern soll, gelten die in die Östliche Partnerschaft einbezogenen Staaten als langfristig mögliche Beitrittskandidaten. („Für ENP-Staaten ist eine EU-Mitgliedschaft nicht vorgesehen. Für die Partner in der ‚östlichen Nachbarschaft‘ ist dies prinzipiell möglich.“) Das Abkommen legt daher, ohne eine Entscheidung im Einzelfall vorwegzunehmen, indirekt die zukünftigen Außengrenzen der EU fest. Umstritten ist in diesem Zusammenhang vor allem der Umgang mit dem belarussischen Präsidenten Aljaksandr Lukaschenka, der als „letzter Diktator Europas“ gilt.

### Unterschiede zur Europäischen Nachbarschaftspolitik
Ein entscheidender Unterschied zwischen Östlichen Partnerschaft und Europäischen Nachbarschaftspolitik besteht daraus, dass die Östliche Partnerschaft weitgehend auf multilateraler Kooperation basiert und dabei auch die Kooperation der Staaten untereinander gefördert wird.

### Haltung Russlands
Russland steht der Östlichen Partnerschaft überwiegend ablehnend gegenüber. Im November 2009 betonte Präsident Medwedew bei einem Besuch in Belarus, dass er keinen Sinn in dem Abkommen sehe und alle teilnehmenden Staaten ihm gegenüber geäußert hätten, das ähnlich zu sehen. Außenminister Sergei Lawrow relativierte am 25. November Medwedews Aussage und ergänzte, dass auch Russland sich vorstellen könne, der Östlichen Partnerschaft beizutreten. Russland versuchte, seine Nachbarstaaten über die Eurasische Wirtschaftsgemeinschaft einzubinden, aus der 2015 die Eurasische Wirtschaftsunion hervorging.
Auch in Deutschland unterstützen namhafte Politiker und Wissenschaftler die russische Sicht. So bezeichneten Stefan Meister und Marie-Lena May von der Deutschen Gesellschaft für Auswärtige Politik 2009 den polnischen Ansatz als problematisch, weil er „vor allem gegen Russlands Einfluss in dieser Region gerichtet war. Damit war Russland von Anfang an – im Gegensatz zur finnischen Initiative in der Ostsee-Region – kein Adressat dieser Politik. Ohne die Einbeziehung Russlands kann jedoch keine zukunftsfähige Ostpolitik der EU gestaltet werden“. Außenminister Carl Bildt, schreiben die beiden Autoren, sei wegen Schwedens Abneigung gegenüber der Ostsee-Pipeline und seiner russlandkritischen Haltung für dieses Projekt eingetreten.

### Projekte und ihre Förderung
Projekte der Östlichen Partnerschaft werden unter anderem durch die Europäische Investitionsbank (EIB) gefördert. Der im Dezember 2010 eingerichtete „Treuhandfonds für technische Hilfe in den östlichen Partnerstaaten“ (EPTATF) bietet projektbezogene Unterstützung und soll den Aufbau institutioneller Strukturen fördern. Studenten, die die Staatsangehörigkeit Aserbaidschans, Armeniens, Georgiens, der Republik Moldau oder der Ukraine besitzen, können sich im Rahmen des „Praktikumsprogramms“ fachlich weiterbilden, wobei das „Vergütungspaket“ ein monatliches Gehalt, Versicherung und die Erstattung der Reisekosten umfasst.

## Geschichte

### Vom Gründungsgipfel (2009) bis 2011

Östliche Partnerschaft (2009)

Nach dem Gründungsgipfel am 7. Mai 2009 in Prag fand am 8. Dezember 2009 in Brüssel das erste Außenministertreffen im Rahmen der Östlichen Partnerschaft statt. In der Presseerklärung heißt es, dass zu Gunsten der Östlichen Partnerschaft für den Zeitraum bis 2013 zusätzliche finanzielle Hilfe von 350 Millionen Euro bereitgestellt werden, „womit ein Gesamtbetrag von 600 Mio. EUR erreicht wird“. Auf dem Treffen wurde vereinbart, 2010 mit allen beteiligten Staaten, außer Belarus, Verhandlungen über Assoziierungsabkommen aufnehmen zu wollen.
Von September 2008 bis Oktober 2011 liefen mit der Ukraine Verhandlungen über ein Assoziierungsabkommen. Die Unterzeichnung des Abkommens verzögerte sich im Dezember 2011 jedoch wegen Vorbehalten diverser EU-Staaten nach der Inhaftierung der früheren ukrainischen Ministerpräsidentin Julija Tymoschenko. Am 12. Januar 2010 wurden in der moldauischen Hauptstadt Chișinău die Assoziierungs-Gespräche mit der Republik Moldau aufgenommen. Im Juli folgten Gespräche in den Hauptstädten von Armenien, Aserbaidschan und Georgien. Am Rande der Münchner Sicherheitskonferenz im Februar 2011 traf sich Georgiens Präsident Micheil Saakaschwili mit der deutschen Bundeskanzlerin Angela Merkel. Neben der Bitte, einen Dialog mit Russland zu ermöglichen, wollte er zudem eine Beschleunigung des Assoziierungsabkommens erreichen.

### 2. Gipfeltreffen 2011

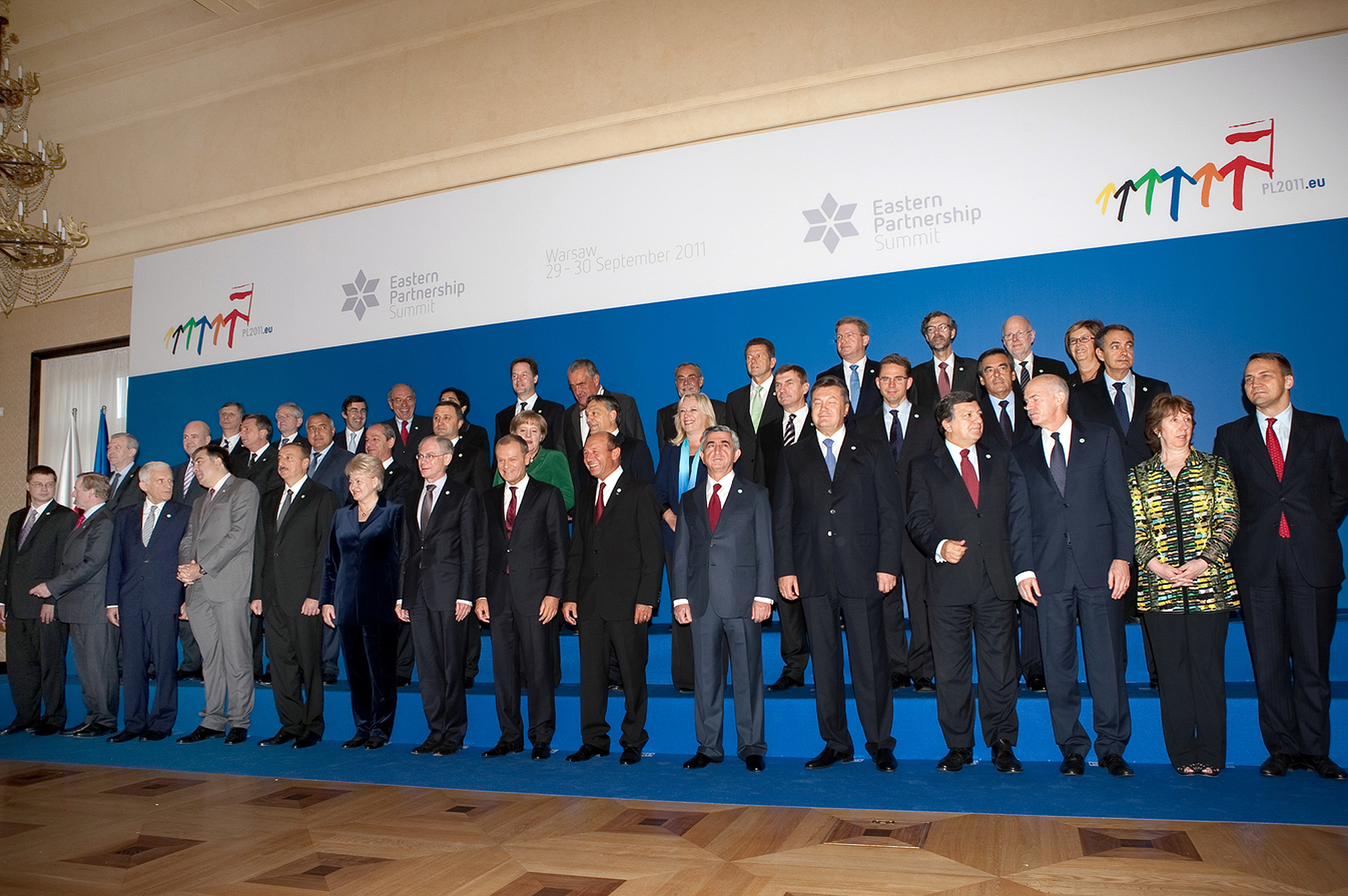
Gruppenfoto auf dem Gipfeltreffen in Warschau (2011)

2011 war Polen Gastgeber des zweiten Gipfeltreffens, das vom 29. bis 30. September in Warschau stattfand. Im Mittelpunkt der Diskussionen standen die Menschenrechtsverletzungen in Belarus und der Ukraine. Statt mit Präsident Aljaksandr Lukaschenka, traf sich die deutsche Bundeskanzlerin demonstrativ mit belarussischen Oppositionellen. Zu Merkels Gesprächspartnern gehörte unter anderem der ehemalige Präsidentschaftskandidat Uladsimir Njakljajeu.
Auf dem Gipfeltreffen 2011 wurde beschlossen, dass bis 2013 für bilaterale und multilaterale Projekte 1,9 Milliarden Euro zur Verfügung gestellt werden sollten. Außerdem wurde ein „Paket für die Demokratisierung und Modernisierung Weißrusslands“ verabschiedet. Falls das Regime von Lukaschenka politische Gefangene freilässt und freie Wahlen garantiert, kann es auf Kredite in der Höhe von bis zu 9 Milliarden Euro zurückgreifen.

### 3. Gipfeltreffen 2013
Am 15. Mai 2012 wurde ein Plan („Roadmap“) verabschiedet, welche Ziele bis Gipfeltreffen im Herbst 2013 erreicht werden sollen. Dieses dritte Gipfeltreffen fand am 28. und 29. November 2013 in Vilnius statt, da Litauen zu diesem Zeitpunkt den Vorsitz im Rat der Europäischen Union innehatte.

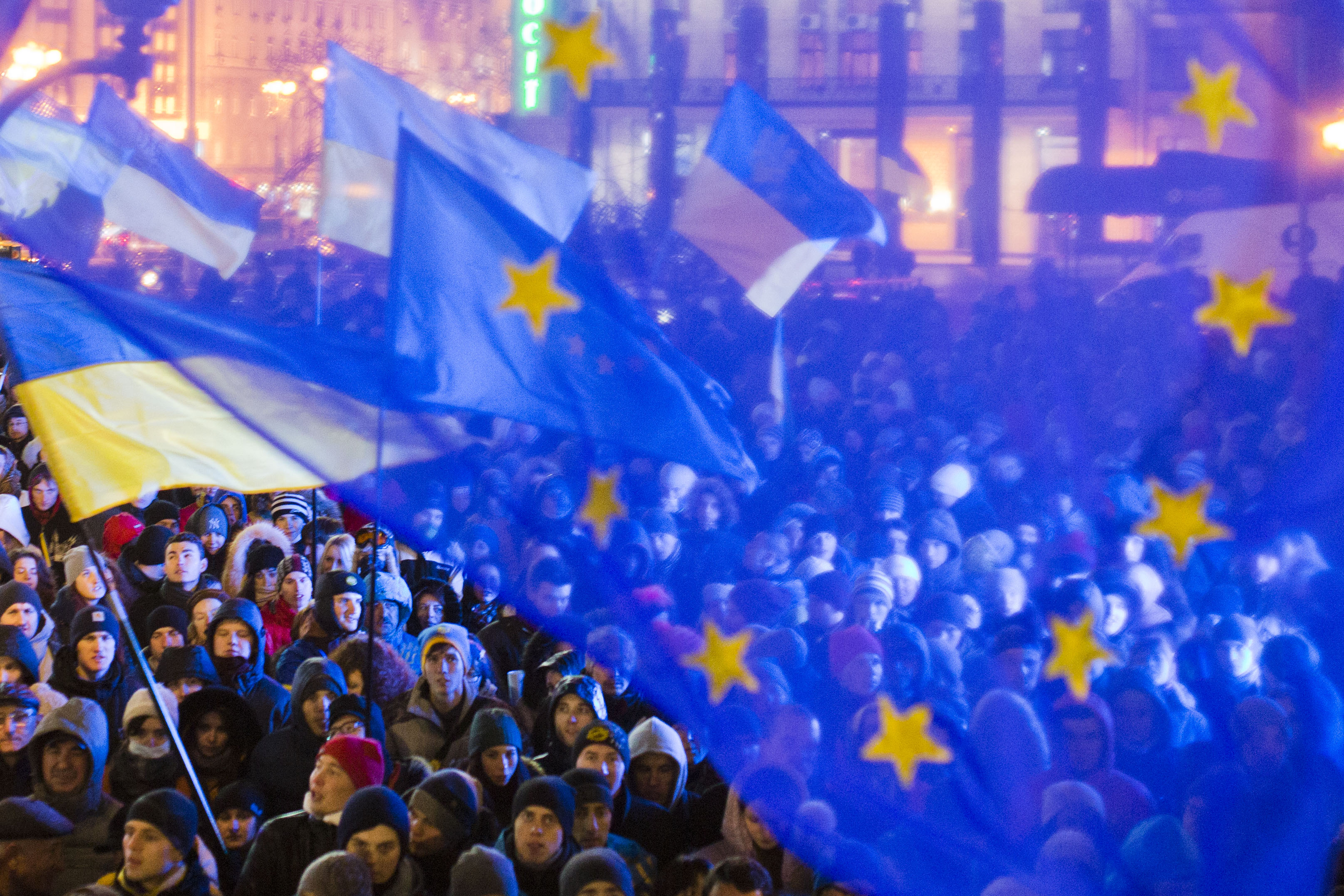
Pro-EU-Demonstration am 27. November 2013 in Kiew

Das Gipfeltreffen 2013 wurde von der Ablehnung der Ukraine überschattet, das in mehrjähriger Arbeit ausgehandelte Assoziierungsabkommen mit der EU zu unterzeichnen. Die Wirtschaftsbeziehungen mit Russland besäßen laut Kiew Vorrang vor einer weiteren Annäherung an die Europäische Union. In Vilnius kam es daher nur zu einer entsprechenden Übereinkunft mit den beiden kleineren Staaten Georgien und der Republik Moldau, die ein Assoziierungsabkommen mit der EU paraphierten. Moldau gilt seit dem Treffen als das neue „Musterland“ der Östlichen Partnerschaft. Mit Aserbaidschan wurde ein Abkommen über eine vereinfachte Visaregelung geschlossen. Die Verhandlungen mit Armenien waren auch zügig vorangekommen, und das Land bereitete sich eigentlich auf die Unterzeichnung des Assoziierungsabkommens mit der EU in Vilnius vor. Doch nach seinem Moskaubesuch und den Gesprächen mit Putin kündigte Präsident Sersch Sargsjan am 3. September 2013 überraschend an, Armenien beabsichtige demnächst der russisch dominierten Zollunion beizutreten. Dazu lieferte er folgende Begründung: „Wenn ein Land Teil eines militärischen Sicherheitssystems sei, sei es unmöglich, sich von einem Wirtschaftsraum, der die gleichen Staaten umfasse, zu isolieren.“
Die Aussetzung des Assoziierungsabkommens durch Wiktor Janukowytsch und die stärkere Anbindung an Russland führten nach Ende des Gipfeltreffens zu massiven Protesten in der Ukraine (Euromaidan).

### EU-Gipfel im März 2014
Am 21. März 2014 unterzeichnete die ukrainische Übergangsregierung in Brüssel den politischen Teil des Assoziierungsabkommens mit der EU. Jean-Claude Juncker trat dafür ein, auch den Assoziierungsvertrag der EU mit der Republik Moldau sofort zu unterzeichnen, um, wie Russland auf der Krim, „Tatsachen zu schaffen“.

### Jubiläumstreffen in Prag, April 2014
Am 24. und 25. April fand in Prag das Jubiläumstreffen zum 5. Jahrestag der Gründung der Östlichen Partnerschaft statt. Außer Donald Tusk aus Polen nahm kein Regierungschef eines größeren EU-Landes an dem Treffen teil. Die EU wurde durch ihren Erweiterungs-Kommissar Štefan Füle vertreten. Laut den spärlichen Medienberichten sollte das Hauptthema der Veranstaltung die Krise in der Ukraine sein.

### EU-Gipfel im Juni 2014
Am 27. Juni unterzeichnete die EU mit der Ukraine, Moldau und Georgien Assoziierungsabkommen. Der politische Teil des Abkommens mit der Ukraine war bereits im März 2014 unterzeichnet worden. Das Inkrafttreten des Abkommens wurde allerdings nach trilateralen Gespräche einvernehmlich auf den 31. Dezember 2015 verschoben, um russische Bedenken zu berücksichtigen.
Die erleichterten Handelsbestimmungen zwischen der EU, Georgien und Moldau sind seit dem 1. September 2014 wirksam.

### 4. Gipfeltreffen 2015

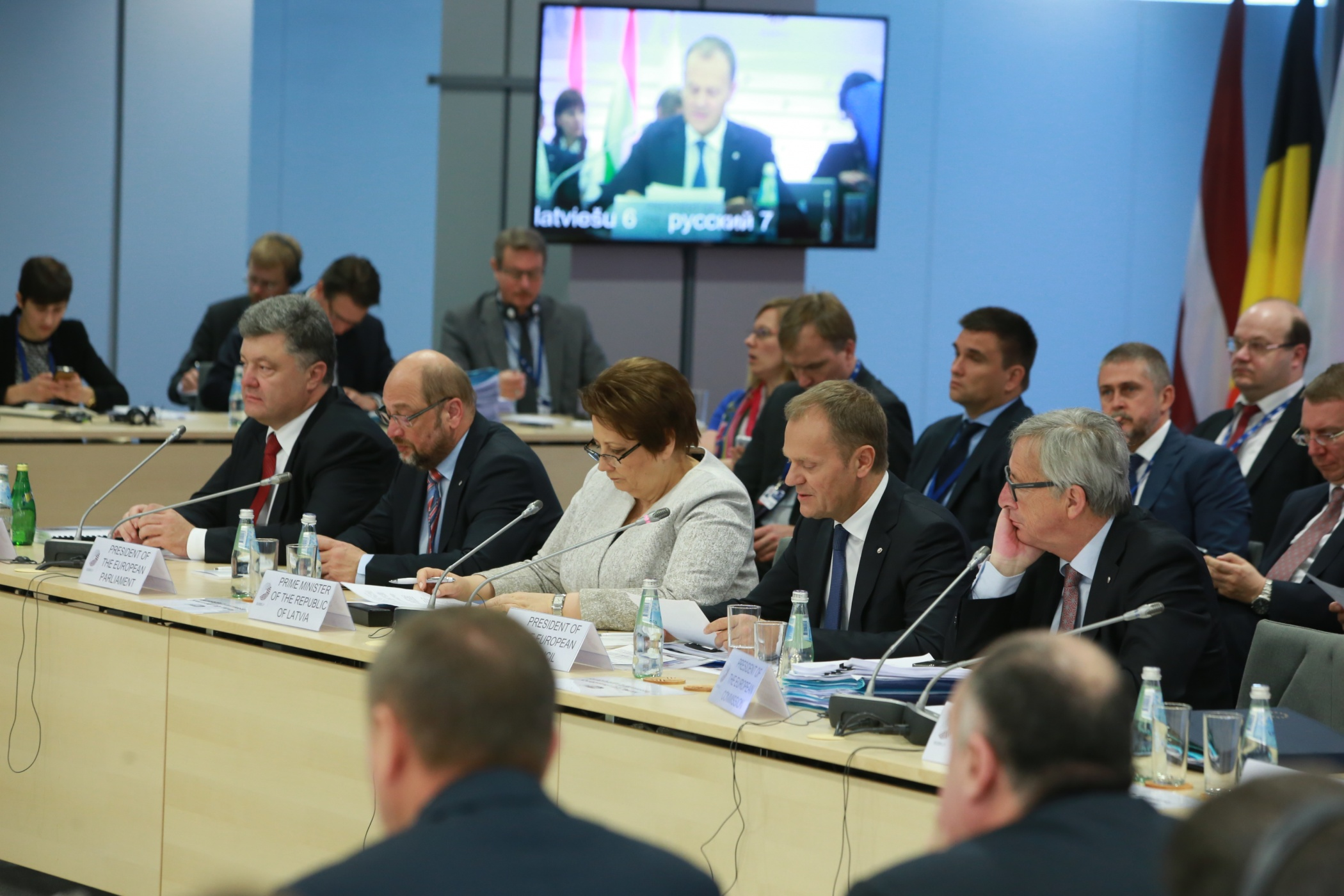
Besprechung auf dem Gipfeltreffen in Riga (2015)

Das vierte Gipfeltreffen der Östlichen Partnerschaft fand am 21. und 22. Mai 2015 in Riga, der Hauptstadt von Lettland, statt. Angela Merkel dämpfte im Vorfeld der Gespräche die Erwartungen und schloss mit Blick auf Moskau einen EU-Beitritt der Ukraine aus. Die Östliche Partnerschaft sei „kein Instrument der Erweiterungspolitik“. Die Ukraine und Georgien erhofften sich von der Europäischen Union dagegen eine „klare Perspektive“ bei Themen wie EU-Beitritt und Visa-Erleichterungen.
Überlagert wurde der Gipfel von innenpolitischen Themen. Die Europäische Union war laut Medienberichten vor allem mit sich selbst beschäftigt. Der französische Präsident Hollande und die deutsche Bundeskanzlerin nutzten das Treffen zu einem zweistündigen Gespräch mit Premier Tsipras über die griechische Schuldenkrise. Der britische Premier David Cameron wollte vor allem über Großbritannien und seine Pläne für eine Reform der EU sprechen.
Das Ergebnis des Gipfels: Unter der Bedingung, dass die Korruption bekämpft und die Wirtschaft reformiert wird, sagte die EU der Ukraine einen Kredit in Höhe von 1,8 Milliarden Euro zu. 200 Millionen Euro Fördermittel, die sich die Ukraine, Georgien und der Republik Moldau teilen, sind für kleine und mittelgroße Unternehmen vorgesehen.  Nach den Moldauern können auch Georgier und Ukrainer einfacher in die EU reisen.

### 5. Gipfeltreffen 2017

Europäischer Binnenmarkt: EU
EFTA mit vollem Zugang zum Europäischen Binnenmarkt
DCFTA mit eingeschränktem Zugang
Europäische Zollunion (EUCU)

Seit dem 1. Januar 2016 ist, neben Georgien und der Republik Moldau, auch die Ukraine Mitglied der Vertieften und umfassenden Freihandelszone (DCFTA). Für Georgier gilt seit dem 28. März und für Ukrainer seit dem 11. Juni 2017 Reisefreiheit. Sie können bis zu 90 Tagen ohne Visum in den Schengen-Raum einreisen. (Für Moldauer ist die „Schengenvisafreiheit“ bereits am 28. April 2014 in Kraft getreten.)
Das fünfte Gipfeltreffen fiel in die Zeit der estnischen (ursprüngliche Planung: britischen) EU-Ratspräsidentschaft. Die Abschlusserklärung von 2015 hatte ausnahmsweise keinen Tagungsort festgelegt. Das Gipfeltreffen fand am 24. November 2017 im Europa-Gebäude in Brüssel statt. Die Staats- und Regierungschefs besprachen, wie die Zusammenarbeit in den vier Bereichen Wirtschaft, Staatsführung, Konnektivität (Verbesserung der Verbundnetze, insbesondere in den Bereichen Verkehr und Energie) und Gesellschaft weiter ausgebaut werden kann. Als Ziel der Östlichen Partnerschaft nannte Johannes Hahn, EU-Kommissar für Europäische Nachbarschaftspolitik und Erweiterungsverhandlungen, einen „Gürtel des Wohlstands“ rings um die EU zu bilden.
Die sechs Partnerstaaten der EU verfolgen dabei unterschiedliche Interessen. Sie lassen sich grob in zwei Gruppen aufteilen. Während die Regierungen Georgiens, Moldaus und der Ukraine auf eine konsequente Annäherung an die EU setzen, haben sich Armenien und Belarus der Eurasischen Wirtschaftsunion angeschlossen; auch Aserbaidschans Außenpolitik ist stark von Russland dominiert. Die EU will daher „maßgeschneiderte Abkommen“ mit ihren östlichen Nachbarstaaten schließen, wobei Hilfen an entsprechende Fortschritte bei Demokratisierung und Rechtsstaatlichkeit geknüpft werden.

### 10-jähriges Jubiläum 2019

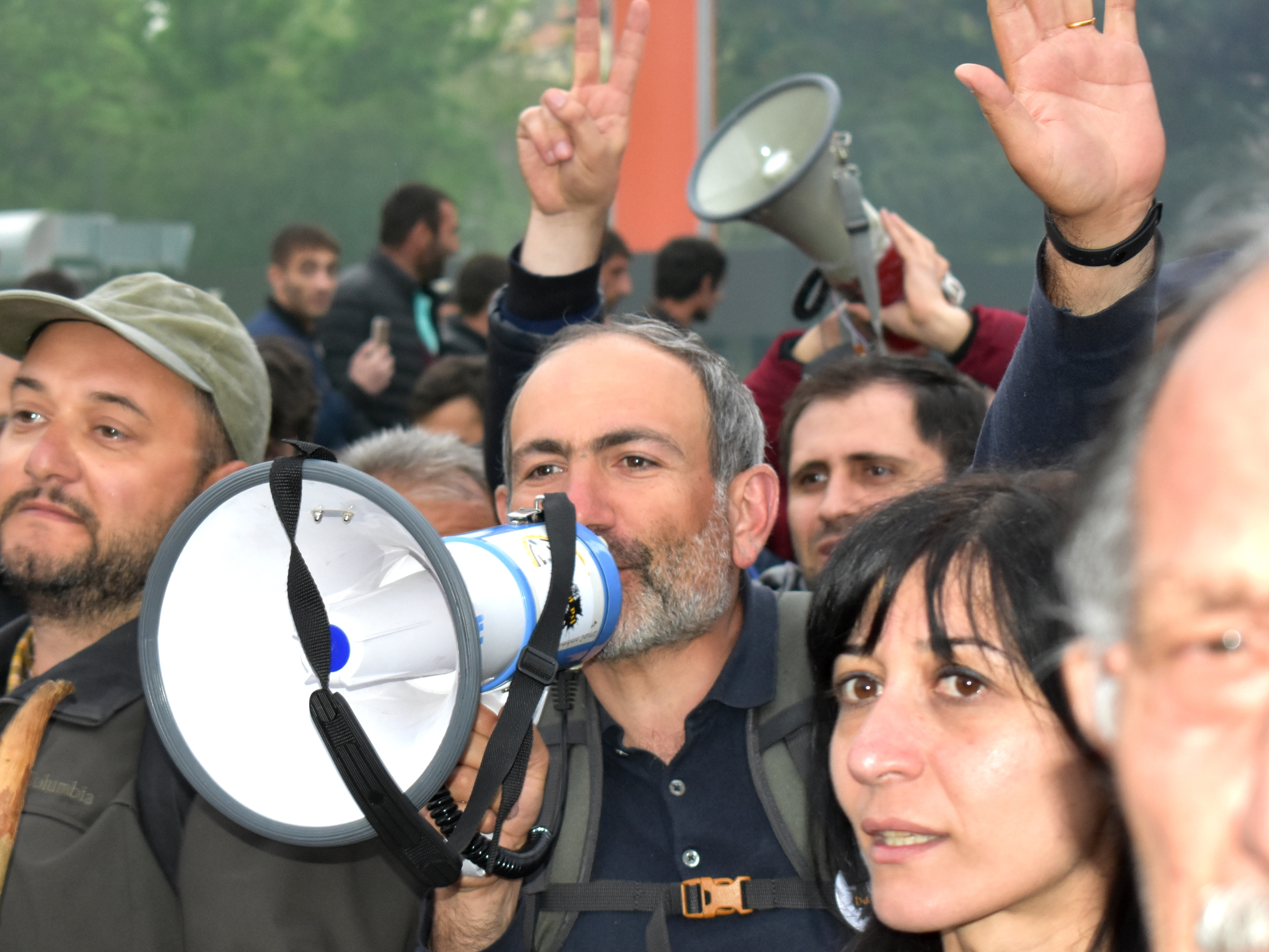
Der Anführer der Proteste in Armenien, Nikol Paschinjan, am 13. April 2018

Im April 2018 hat eine „samtene Revolution“ zum Sturz der für Korruption und Vetternwirtschaft verantwortlich gemachten Regierung in Armenien geführt. Trotz der Entwicklungen wurde aus Rücksicht auf die Europawahl 2019 und der damit verbundenen Neuvergabe von Führungspositionen auf das reguläre Gipfeltreffen verzichtet. Stattdessen wurde am 13. und 14. Mai 2019 das 10-jährige Jubiläum der Östlichen Partnerschaft, begleitet durch rund 100 multilaterale Veranstaltungen, in Brüssel gefeiert. Im Rahmen der Feier kam es zwar zu einem Treffen hochrangiger Politiker, aber auf die bei Gipfeltreffen übliche Abschlusserklärung wurde verzichtet.
Mit einer Videokonferenz der Führungsspitzen der Östlichen Partnerschaft wurde das sechste reguläre Gipfeltreffen, weitgehend ohne Resonanz in den Medien, am 18. Juni 2020 nachgeholt.

### Weitere Entwicklung

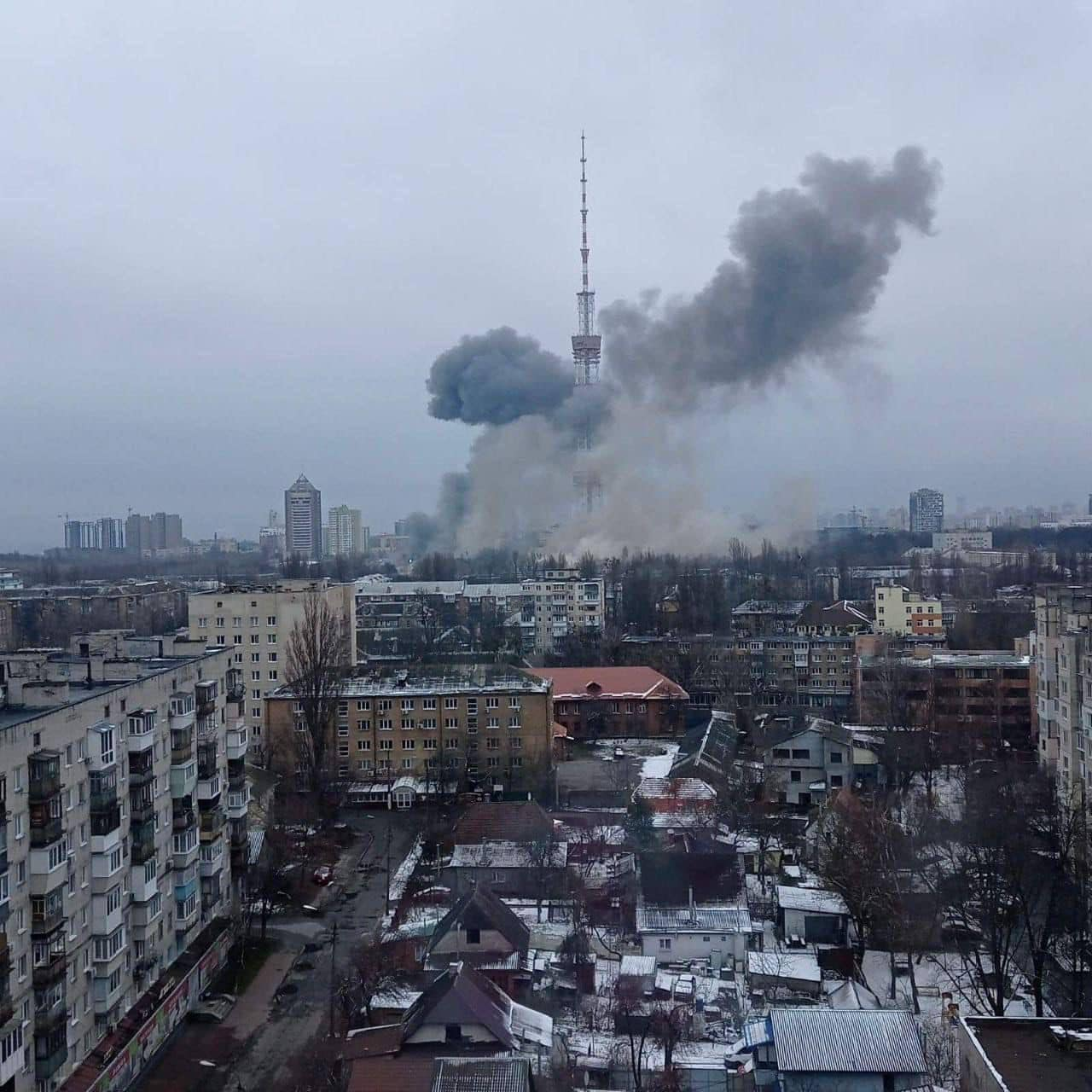
Russland bombardiert den Fernsehturm Kiew, am 1. März 2022

Am 23. Mai 2021 leiteten die belarussischen Behörden unter Vorspiegelung einer angeblichen Bombendrohung den Ryanair-Flug 4978, der von Athen nach Vilnius unterwegs war, nach Minsk um und verhafteten den regimekritischen belarussischen Journalisten Raman Pratassewitsch und dessen Freundin Sofia Sapega. Die EU beschloss daraufhin Sanktionen gegen Belarus, das seinerseits Ende Juni seinen Gesandten aus Brüssel abzog und ankündigte, „die belarusische Beteiligung an der ‚Östlichen Partnerschaft‘ ruhen zu lassen“.
Im Juli 2021 haben die Europäische Kommission und der Hohe Vertreter der Union für Außen- und Sicherheitspolitik einen Vorschlag für die künftigen Prioritäten der Östlichen Partnerschaft vorgelegt. Insgesamt sind Finanzhilfen, Mischfinanzierungen und Garantien in Höhe von 2,3 Mrd. Euro geplant. Auch in Belarus sollen die Bürger weiterhin unterstützt werden.
Am 15. Dezember 2021 fand in Brüssel das 7. Gipfeltreffen der Östlichen Partnerschaft statt.
Am 24. Februar 2022 startete Russland einen Angriffskrieg auf die Ukraine. Vier Tage später stellte Präsident Wolodymyr Selenskyj demonstrativ für sein Land einen Antrag auf EU-Mitgliedschaft. Am 3. März folgten Georgien und Moldawien, wegen der „neuen Realität“, dem Beispiel der Ukraine.
Am 6. Oktober 2022 fand in Prag das erste Treffen im Rahmen der Europäischen Politischen Gemeinschaft (EPG) statt, um unter anderem den Austausch mit den EU-Beitrittskandidaten zu stärken.
Am 14. Dezember 2023 beschlossen die Staats- und Regierungschefs der Europäischen Union, Beitrittsverhandlungen mit der Ukraine und der Republik Moldau aufzunehmen. Georgien erhielt den Status eines offiziellen Beitrittskandidaten.

## Forum der Zivilgesellschaft
Eines der Hauptanliegen der Östlichen Partnerschaft ist die Förderung der Zivilgesellschaft. Dafür steht das jährlich stattfindende „Forum der Zivilgesellschaft“ (englisch Civil Society Forum, EaP CSF), dessen erstes Treffen im November 2009 in Brüssel stattfand. Das zweite Treffen fand 2010 in Berlin, das dritte Treffen 2011 in Posen (Polen) statt. 2012 war Stockholm (Schweden), 2013 Chișinău (Moldau) und 2014 Batumi (Georgien) Veranstaltungsort. Das 7. Forum fand vom 19. bis 21. November 2015 in Kiew statt. Das 8. Forum der Zivilgesellschaft fand am 28. und 29. November 2016 in Brüssel statt. Das 9. Treffen folgte vom 25. bis 27. Oktober 2017 in Tallinn.
Im Rahmen der Konferenz wurden 2016 Mykola Semena, ein verfolgter Journalist von der Krim, und 2017 der inhaftierte aserbaidschanische Journalist Afgan Mukhtarli mit dem „EaP CSF Pavel Sheremet Journalism Award“ ausgezeichnet. 2019 erhielt die Recherchegruppe RISE Moldova den Preis.

## E-Partnership
Am 4. Oktober 2017 fand in Tallinn eine Konferenz zur „E-Partnership“ „Vertrauen in E-Governance in Staaten der Östlichen Partnerschaft“ statt. Die Konferenz setzte sich mit der Frage auseinander, wie die Staaten der Östlichen Partnerschaft Informationstechnologien nutzen können, um Regierungsführung transparenter zu gestalten und die Sicherheit des Cyberspace zu garantieren.

### Allgemein
- Europäischer Auswärtiger Dienst (EAD): Infos zur Östlichen Partnerschaft (englisch)
- Auswärtiges Amt (AA): Die Östliche Partnerschaft
- Eastbook.eu – Das Portal über die Östliche Partnerschaft (englisch, polnisch und russisch)
- Eastern Partnership – Civil Society Forum (Forum der Zivilgesellschaft) – Homepage
- Die „Östliche Partnerschaft“ und die Europäische Union (Staatsporträts), DLF, 4. bis 8. Mai 2009

### Historische Dokumente
- Tagung des Europäischen Rates: „Schlussfolgerungen“ (Punkte 29-31; PDF; 208 kB), 19.–20. März 2009
- Eastern Partnership Summit in Warsaw (2011) (Memento vom 10. März 2013 im Internet Archive)
- Joint Declaration of the Eastern Partnership Summit, Vilnius, 28-29 November 2013 (PDF; 180 kB)